# 塚原周造
塚原 周造（つかはら しゅうぞう、1847年6月3日（弘化4年4月20日） - 1927年（昭和2年）9月14日）は、明治期の官僚、商船学校校長、東洋汽船、日本海員掖済会創立者。号は夢舟。

## 経歴
下総国豊田郡（現・茨城県）生まれ。1868年（明治元年）慶應義塾に入り、土佐藩に聘せられて洋学教官となる。大蔵省九等出仕を命ぜられる。前島密を補佐し、上海航路をアメリカより買収し岩崎弥太郎に25万円の補助金を与えて、これを経営せしめる。商船学校を三菱の手より引き上げこれを官立とする。1893年（明治26年）官職を辞し浦賀船舶会社を設立し、1896年（明治29年）東洋汽船会社を設立した。墓所は多磨霊園。

## 栄典
位階
- 1876年（明治9年）6月27日 - 従六位[2]
- 1891年（明治24年）12月10日 - 正五位[3]

勲章
- 1885年（明治18年）11月19日 - 勲六等単光旭日章[4]
- 1889年（明治22年）
  - 11月29日 - 大日本帝国憲法発布記念章[5]
  - 12月27日 - 勲五等瑞宝章[6]
- 1892年（明治25年）6月29日 - 勲四等瑞宝章[7]
- 1924年（大正13年）2月11日 - 勲三等瑞宝章[8]